# Lilium bakerianum

Lilium bakerianum subsp. yunnanense

Lilium bakerianum (chin. 滇百合, diān bǎi hé) ist eine Art aus der Gattung der Lilien (Lilium) in der Asiatischen Sektion innerhalb der Familie der Liliengewächse (Liliaceae).

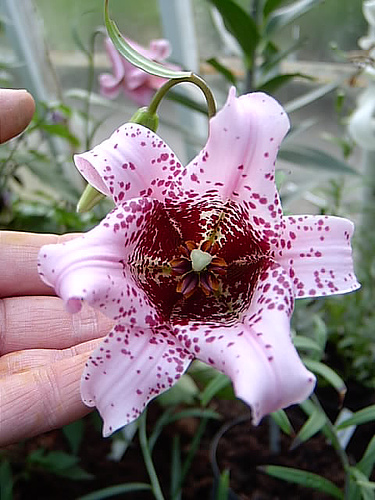
Lilium bakerianum var. rubrum

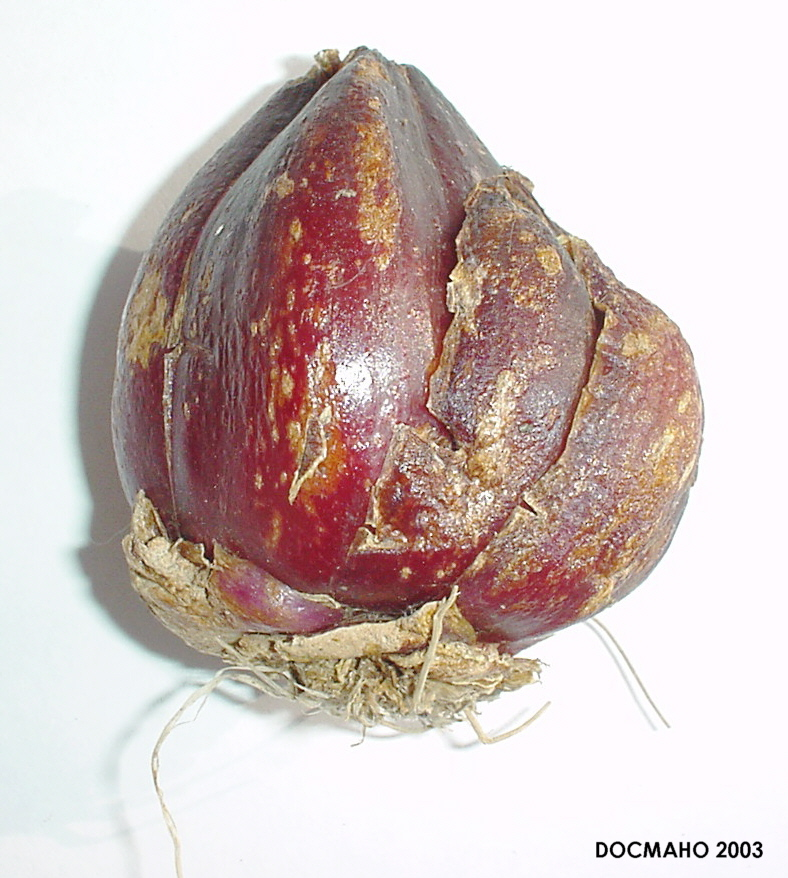
Lilium bakerianum – Zwiebel

## Beschreibung
Lilium bakerianum ist eine mehrjährige krautige Pflanze, die Wuchshöhen von 60 bis 100 Zentimetern erreicht. Der Stängel ist papillös. Die Laubblätter sind linear oder lanzettförmig, zwischen 4 cm und 7,5 cm lang und 4 mm bis 7 mm breit. Sie sind um den Stängel verteilt und am Rand und an der Mittelvene papillös. Manchmal sind die Blätter weiß flaumig auf beiden Seiten.
Sie blüht von Juni bis September mit einer bis zu sechs nickenden oder waagerechten, glockenförmigen Blüten, die duften. Die zwittrigen Blüten sind dreizählig. Die äußeren Blütenhüllblätter sind lanzettförmig die inneren etwas breiter und 6,5 cm bis 8,3 cm lang sowie zwischen 14 mm und 18 mm breit. Die Grundfarbe der Blüten ist weiß, grünlich, rosa, gelb oder purpurn oft mit purpurnen oder roten Punkten. Die Antheren sind etwa 16 mm groß und die Filamente etwa 30 mm lang. Der Griffel ist 22 mm bis 26 mm lang und die Nektarien sind nicht papillös, der Fruchtknoten ist etwa 2 bis 4 mm breit und 17 bis 20 mm lang. Die Staubblätter neigen zusammen. Die Samen reifen in 25 mm bis 35 mm langen länglich ovalen Samenkapseln heran.
Die Zwiebeln sind rundlich und erreichen einen Durchmesser von etwa 2,5 cm, sie sind mit weißen oval-lanzettlichen Schuppen überzogen.
Die Chromosomenzahl beträgt 2n = 24.

## Verbreitung
Lilium bakerianum wächst vor allem in Kiefernwäldern, aber auch an grasigen Hängen, Waldrändern oder in Dickichten, oft in der Nähe von Wasser. Die Art findet sich in Höhenlagen von 1500 m bis 3800 m NN.
Die Art ist in den Provinzen Yunnan, Guizhou und Sichuan in der Volksrepublik China verbreitet. Vereinzelte Vorkommen finden sich aber auch in Myanmar.

## Taxonomie und Systematik
Lilium bakerianum wurde 1890 von Henry Collett (1836–1901) und William Botting Hemsley in Journal of the Linnean Society. Botany Band 28, Seite 138 erstbeschrieben. Sie ist benannt nach John Gilbert Baker.
Es existieren fünf Varietäten:
- Lilium bakerianum var. bakerianum
- Lilium bakerianum var. aureum Grove & Cotton: Die Blätter sind kahl, die Blüten gelb mit purpurnen oder purpurroten Punkten.
- Lilium bakerianum var. delavayi (Franchet) E. H. Wilson: Die Blätter sind kahl, die Tepalen gelblich oder grünlich-weiß mit purpurnen oder hellroten Punkten.
- Lilium bakerianum var. rubrum Stearn: Die Blätter sind kahl, Tepalen purpurrot oder rosa mit purpurnen oder roten Punkten.
- Lilium bakerianum var. yunnanense (Franchet) Sealy ex Woodcock & Stearn: Die Blätter sind weiß-filzig auf beiden Seiten, Tepalen weiß oder blass-rosa ohne Punkte.